# Caricea bistriata
Caricea bistriata är en tvåvingeart som beskrevs av Stein 1908. Caricea bistriata ingår i släktet Caricea och familjen husflugor.
Artens utbredningsområde är Kanarieöarna. Inga underarter finns listade i Catalogue of Life.